# Accolade (geste)
Pour les articles homonymes, voir Accolade (homonymie).
Une accolade est un geste consistant à serrer quelqu'un dans ses bras, notamment au cours d'une cérémonie officielle historique, chevalresque, liturgique, politique ou même académique. Elle se distingue du câlin par l'absence de caresses.

## Étymologie
Le substantif français "accolade" dérive du latin ad collum, au cou, auquel s'ajoute le suffixe dérivationnel -ade. Ad collum fait référence au coup de poing à la base du cou, donné à la fin du Moyen Âge, comme geste d'admisson des chevaliers.

## Histoire

### L'accolade romaine
L'accolade est attestée dès l'époque romaine comme signe d'alliance et d'allégeance. Un témoignage artistique de cet accolade est donné dans le groupe en porphyre des Tétraques de Venise. Les Tétrarques s'embrassent par paires et symbolisent donc la fraternitas entre les Césars et les Augustes qui garantissait la paix et la succession de l'Empire à la suite des affrontements dramatiques survenus après la mort de l'Empereur au cours du siècle dernier : "à l'accolade des empereurs correspond l'étreinte de la puissance romaine".

### La colée des chevaliers et l'accolade militaire
De l’adoubement au XIe siècle par la « collée », coup de poing à la base du cou, ou l'« accolade » à la fin du Moyen Âge, le geste d'admission des chevaliers s'est progressivement ritualisé, et devenant plus liturgique dans la mesure où il s'intégrait dans les rites de l'Eglise catholique, il a pris une forme plus canonique.
L'accolade à l'origine est un coup donné du plat de l’épée sur l’épaule du chevalier nouvellement adoubé. L'adoubé reçoit ce coup sur le sommet du crâne, sur la nuque ou sur l'épaule pour tester son endurance ou marquer douloureusement ce rite de passage.

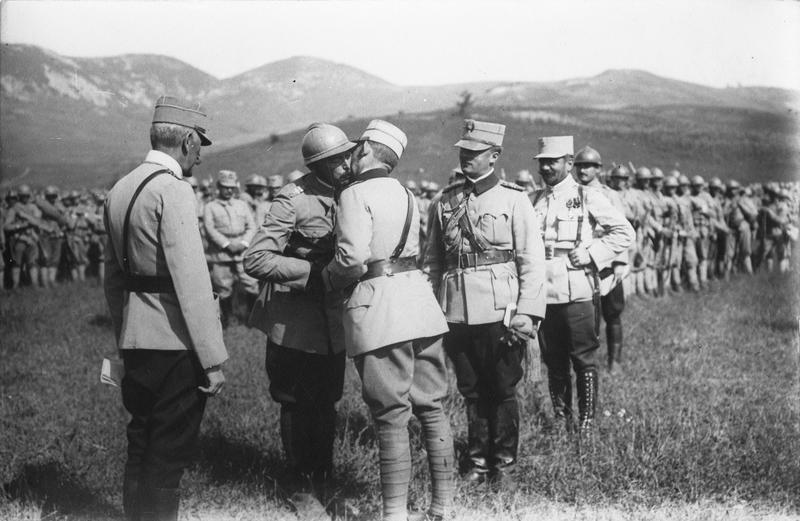
Sur le front, le roi de Roumanie décore un officier avant de lui donner l'accolade.

Aujourd’hui, à la remise d’une décoration militaire suite un geste ébauchant une embrassade. Ce geste issu de la chevalerie est maintenu notamment dans la remise de la Légion d'Honneur depuis le XIXe siècle. 
L’officier qui lui épingle la décoration et lui donne l’accolade procède à une forme d’adoubement qui fait du soldat un héros, un brave, un guerrier.

### L'accolade liturgique
L'accolade romaine a aussi influencé la liturgie chrétienne et notamment le signum pacis. Une double tradition existe, aussi bien d'un osculum pacis que l'on retrace au "saint baiser" mentionné dans les lettres de Saint Paul, que d'une accolade qui peut être retracé à l'accolade donnée au fils prodigue dans la parabole du père miséricordieux dans l'Evangile selon saint Luc (Lc 15,20).
Jusqu'au XIIIe siècle, le geste de paix était décernée en précisant que « les joues gauches devaient être rapprochées ». Dans la liturgie romaine actuelle, et ce depuis au moins le Concile de Trente et la réforme du Missel romain, le baiser de paix est donné dans les rangs du clergé lors de la grand-messe comme une étreinte légère, sinistris genis sibi invicem appropinquantibus. L'accolade pouvait aussi être donné aux laïcs de haut rang, comme les "grands princes". Bien que différente du baiser de paix qui aurait pu être associé à la pax, la distinction liturgique « a préservé une tradition déjà vieille de plusieurs siècles d'administration ordonnée ». L'accolade liturgique est ainsi ritualisée en plusieurs étapes :
1. avant que la paix ne soit donnée, le diacre s'incline respectueusement devant le prêtre
2. pour donner la paix, le prêtre de rang supérieur place ses avant-bras au-dessus des avant-bras du diacre, celui du bas tenant chacun juste autour de ses coudes
3. les deux inclinent la tête vers la gauche en se rapprochant sans vraiment se toucher ("sine tactu reali")
4. après avoir échangé ce signe de paix, tous deux s'inclinent l'un devant l'autre, et le diacre passe au sous-diacre, et éventuellement aux fidèles de la même manière, en disant "Pax tecum" auquel celui qui reçoit dit "Et cum spiritu tuo"[10]

Dans le rite d'ordination sacerdotale, l'ordinand reçoit l'accolade de l'évêque puis des prêtres selon un geste prescrit: "l’accolade et le baiser des mains consacrées, symbolisant l’entrée dans la communauté sacerdotale".

Ce geste liturgique ainsi ritualisé est, selon Jean Raspail, "le plus beau et le plus achevé des gestes de fraternité chrétienne". Pour Julien Green, ce geste antique donne une profondeur accrue au geste de paix:
Les deux novices sont allés ensuite donner l'accolade à chacun des religieux, dans un geste plein de tendresse et qui demeurait à la fois spirituel et humain, ressuscitant à mes yeux tout un Moyen âge que je croyais aboli. 
L’une des mises à jour les plus significatives des réformes liturgiques du XXe siècle a été la réintroduction, venue des rites orientaux, d’un échange de paix, sous des formes culturellement appropriées, entre l’ensemble de l’assemblée plutôt que seulement les clercs au chœur. Tout en démocratisant le geste de paix, la réforme liturgique du Concile Vatican II a aussi fait que l'accolade des pays latins soit souvent été remplacée par une poignée de main entre laïcs qui peut être « une simple formalité », même si elle vise à exprimer une réalité théologique plus profonde. Tandis que certains appellent à revenir à l'accolade pour éviter la banalité de la poignée de mains, d'autres s'interrogent sur le retour du baiser liturgique.
Dans le contexte de la pandémie de coronavirus, certaines mesures ont été prises, aussi bien par la Conférence des Evêques de France que par des autorités civiles comme le gouvernement de la République du Bénin pour limiter la pratique de l'accolade lors des liturgies.
Les accolades liturgiques peuvent aussi prendre une dimension historique quand elles sont données dans des espaces publics. Ainsi de l'accolade historique en 1964 entre le Pape Paul VI et le Patriarche Athénagoras de Constantinople, geste depuis renouvelé le plus récemment en 2014 par le pape François et le patriarche Bartholomée, ou encore l'accolade historique entre le pape Jean-Paul II et le chef de l'Eglise luthérienne de Suède.

### Accolade politique

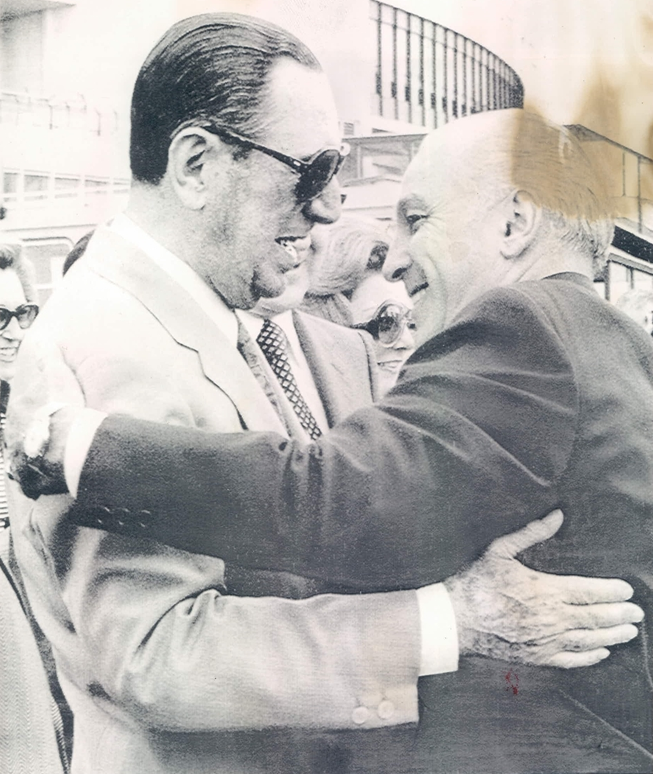
Juan Perón et José López Rega se donnent l'accolade à Madrid en 1973 pendant les tueries en Argentine.

L'accolade fraternelle chrétienne a réciproquement influencé l'accolade civile, et notamment en politique. Ainsi, le syntagme "accolade fraternelle" avait cours dans les premières années de la Révolution française pour désigner "un baiser que le président d'un corps constitué ou d'une société patriotique accordait à quelqu'un en signe de fraternité ou d'amitié."Ce geste est repris comme un geste d'allégeance, ou du moins d'alliance. Ainsi, la longue accolade du président argentin Milei au président ukrainien Zelensky est vu comme la réaffirmation d'un soutien clair.

### Accolade académique
Dans les milieux universitaires, l'accolade ou abbraccio accademico est utilisé comme signe d'accueil parmi des pairs, notamment après une soutenance de thèse de doctorat ou bien pour signifier un accueil au sein d'une certaine élite, comme à l'Académie française, où le rite de l'accolade va de pair avec celui de l'épee académique. Ces gestes se rappellent ainsi de leur origine chevalresque.
Plus récemment, l'Académie de Montpellier a mis en place un intranet collaboratif académique auquel seuls les agents (enseignants, administratifs) de l'Education nationale ont accès : ce réseau est appelé ACCOLAD en référence à l'accolade académique.